# Leucauge cordivittata
Leucauge cordivittata là một loài nhện trong họ Tetragnathidae.
Loài này thuộc chi Leucauge. Leucauge cordivittata được Embrik Strand miêu tả năm 1911.